# Kruusesminde
Kruusesminde er grundlagt i 1846 af Jørgen Kruuse. Gården ligger i Tårnborg Sogn, Slagelse Herred, Sorø Amt, Slagelse Kommune.
Kruusesminde Gods er på 289 hektar

## Ejere af Kruusesminde
- (1840-1850) Jørgen Kruuse
- (1850-1866) Valdemar Tully Oxholm
- (1866-1876) Jørgen Albert Bech
- (1876-1922) Alexander Bech (søn)
- (1922-1960) Jørgen Albert Bech (søn)
- (1960-1969) Clara Esther Suhr-Hansen gift Bech
- (1969-1995) Marianne komtesse Moltke af Nør (datters datter) gift (1) Ahlefeldt-Laurvig-Bille (2) Winkler (3) Holstein
- (1995-) Bjarne Hansen